# ازگوژلتس
ازگوژلتس (به لاتین: Zgorzelec) یک شهرک در لهستان است که در استان سیلزی سفلی واقع شده‌است.

## خصوصیات
ازگوژلتس ۱۵٫۸۸ کیلومترمربع مساحت و ۳۱٬۷۱۶ نفر جمعیت دارد.

## خواهرخوانده
شهرهای گرلیتز، Avion، نائوسا و میرهورود خواهرخوانده‌های ازگوژلتس هستند.

## نگارخانه

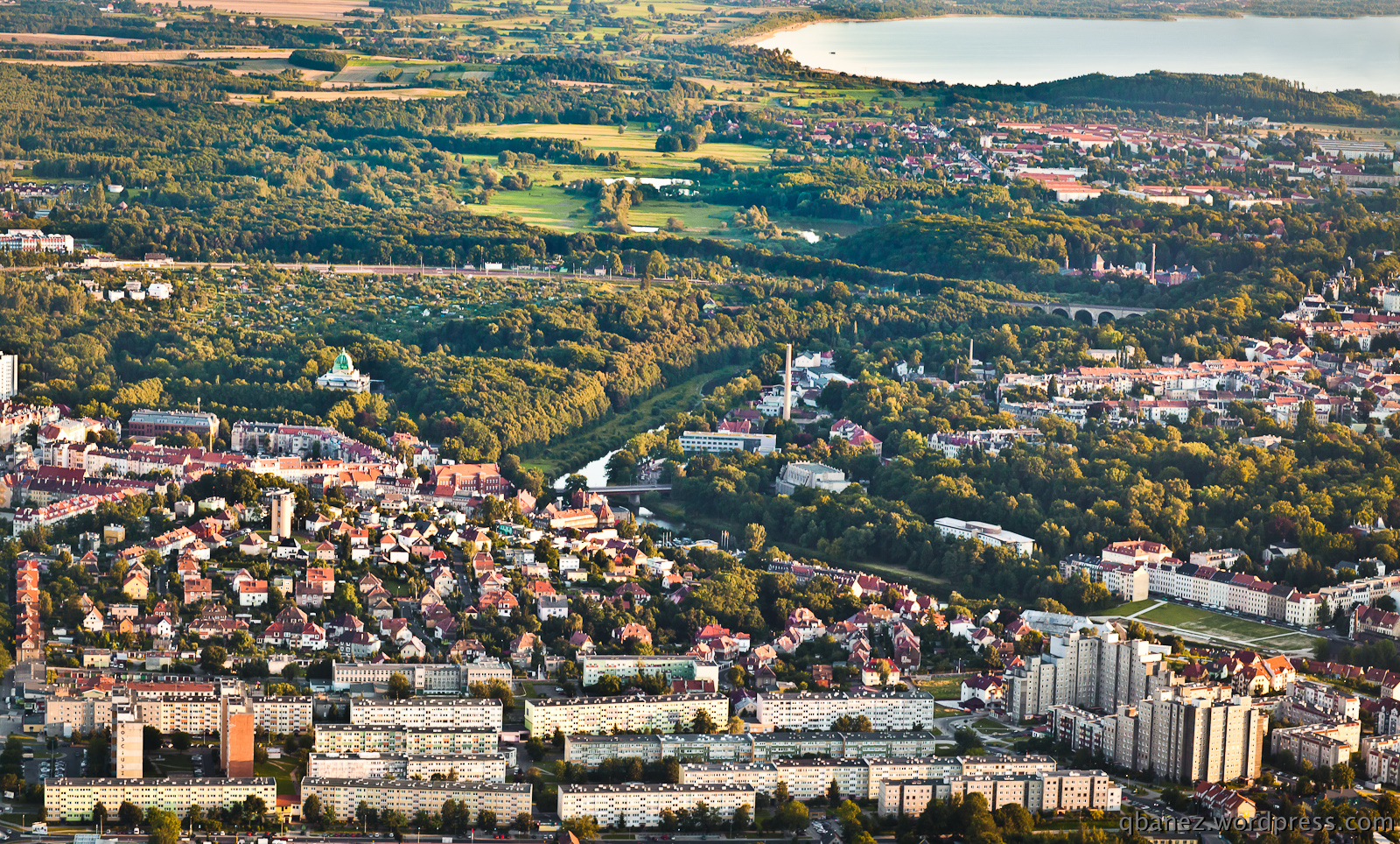
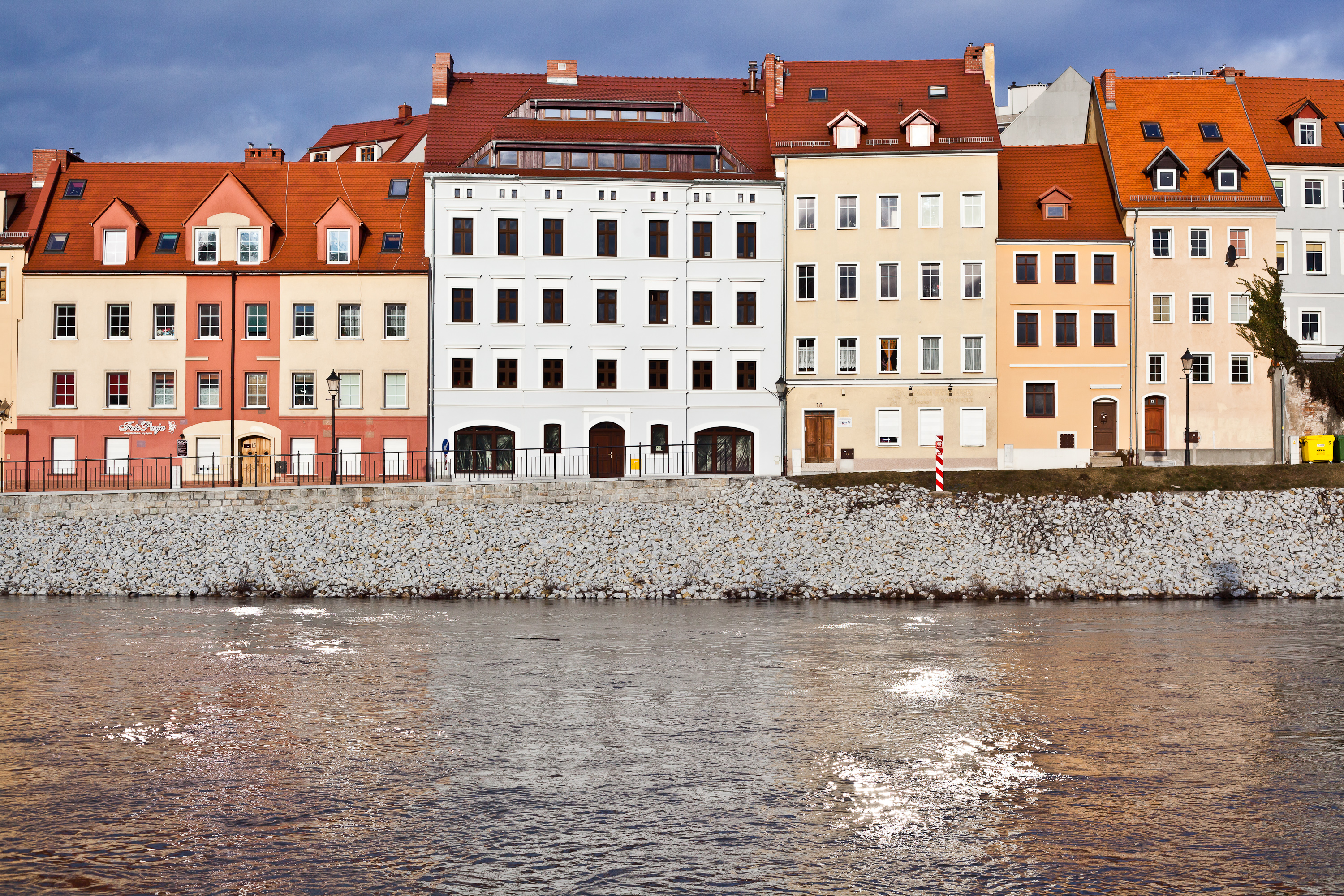
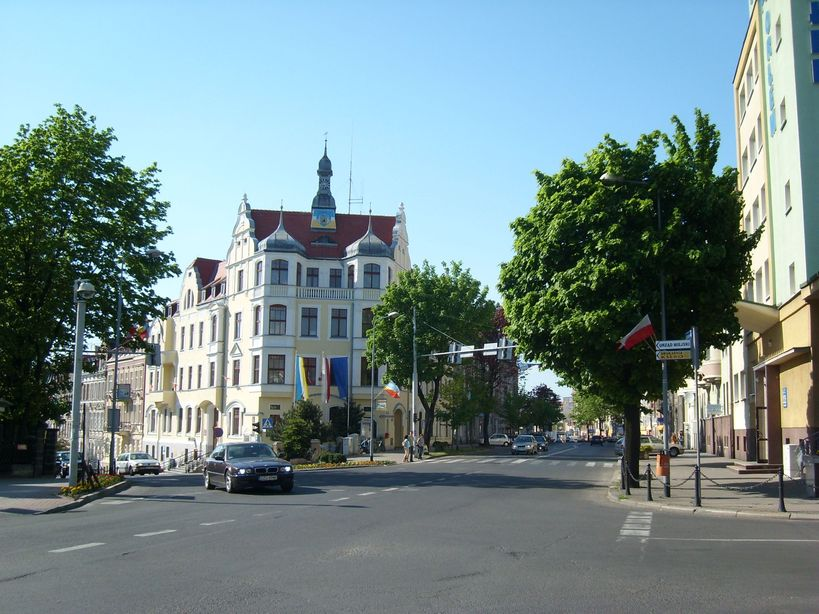
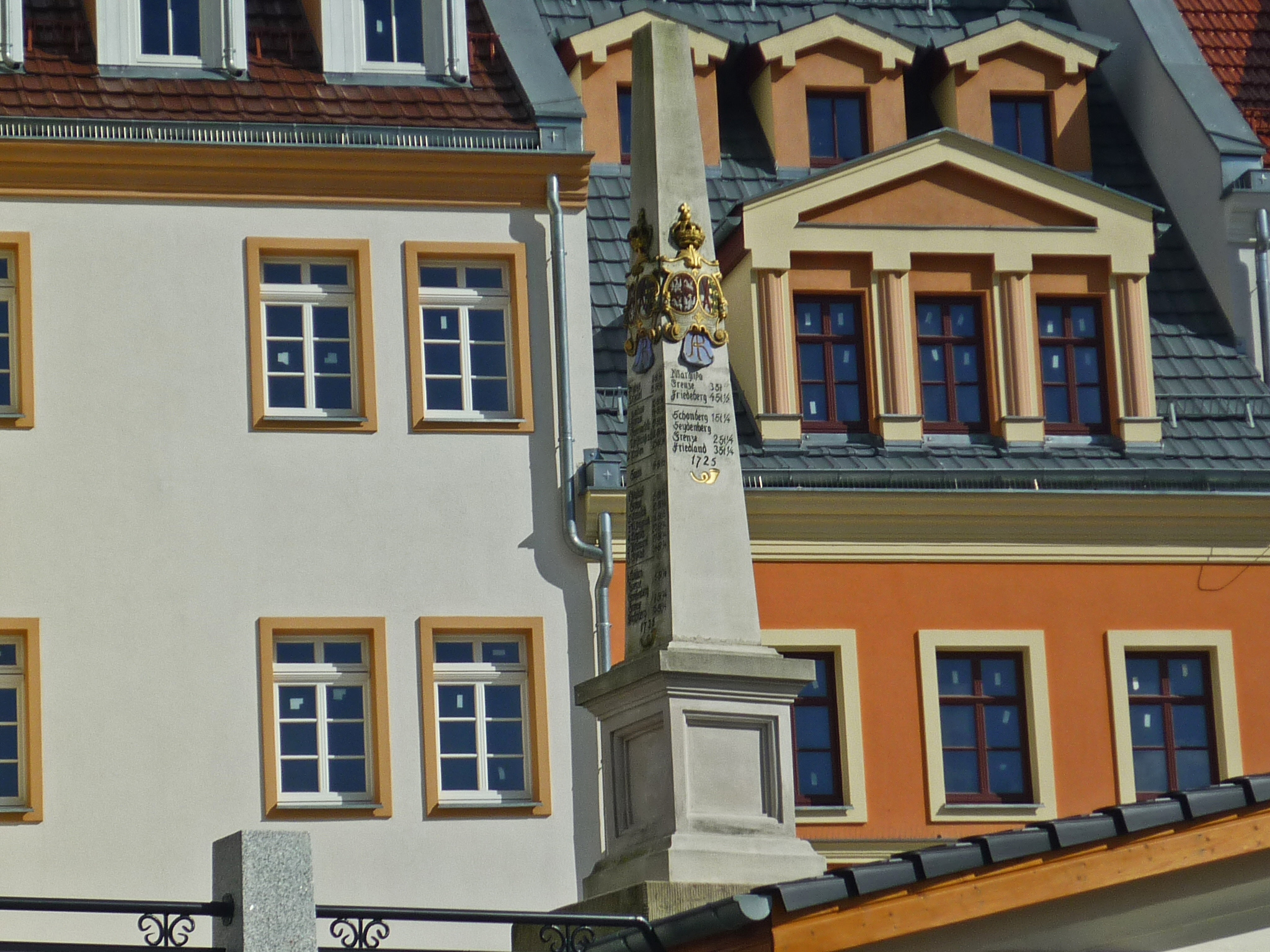
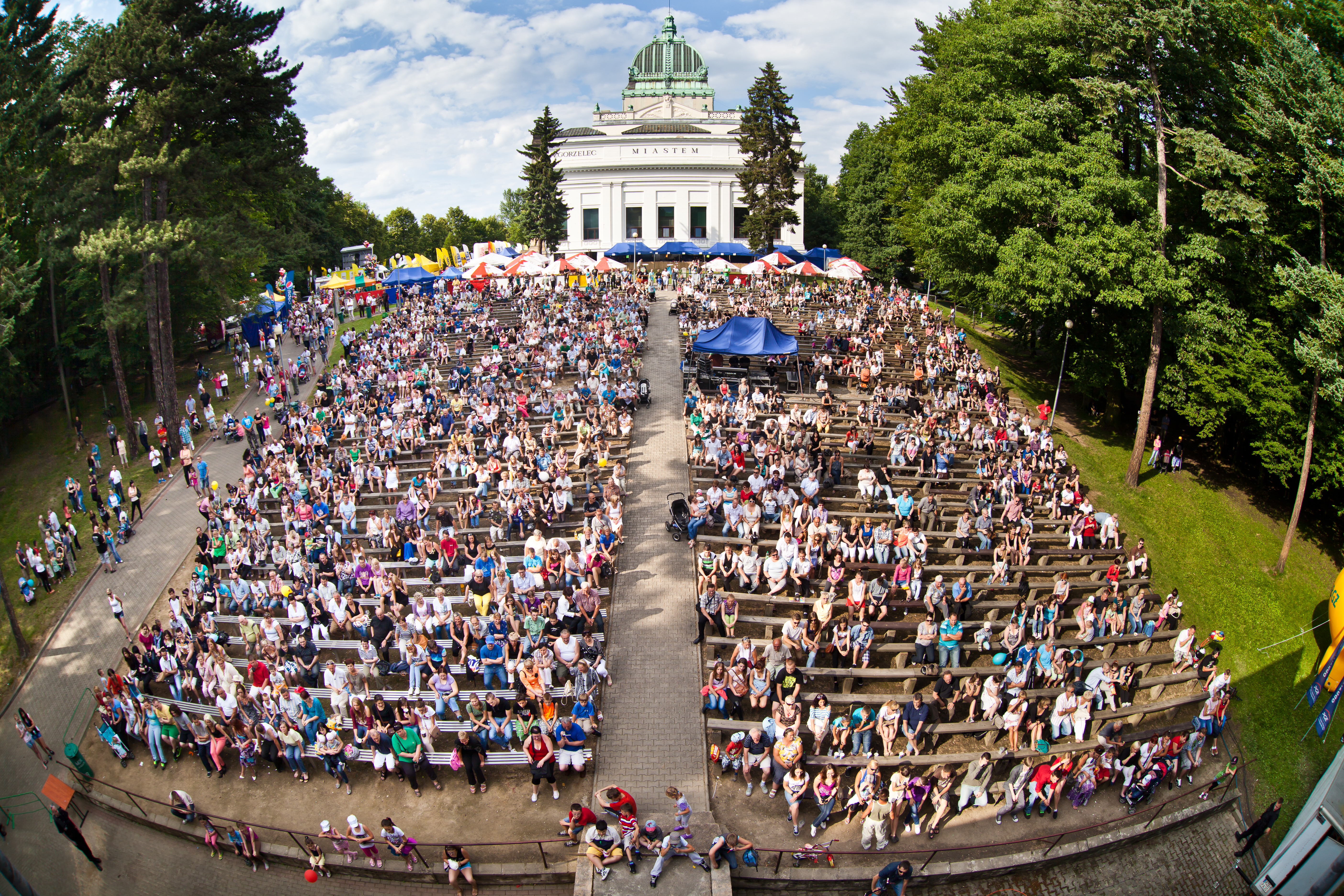
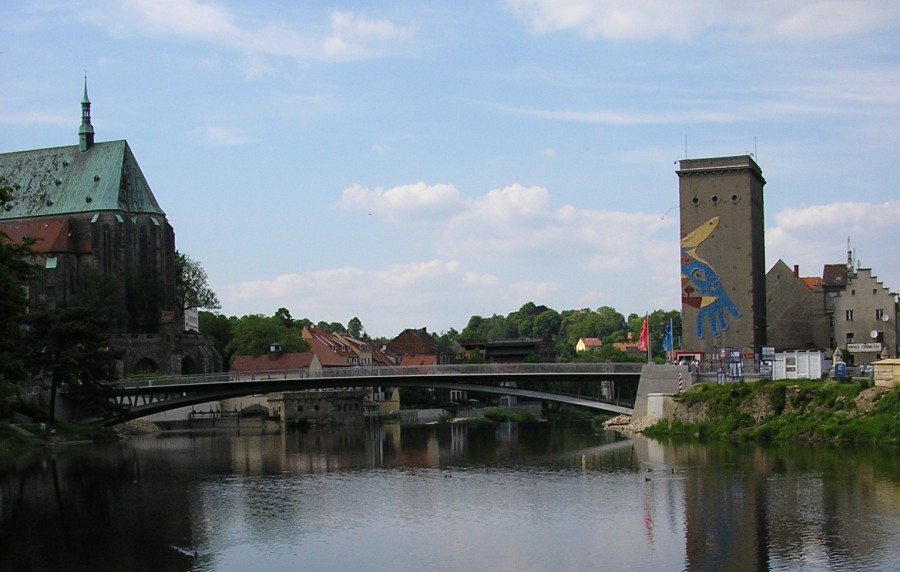
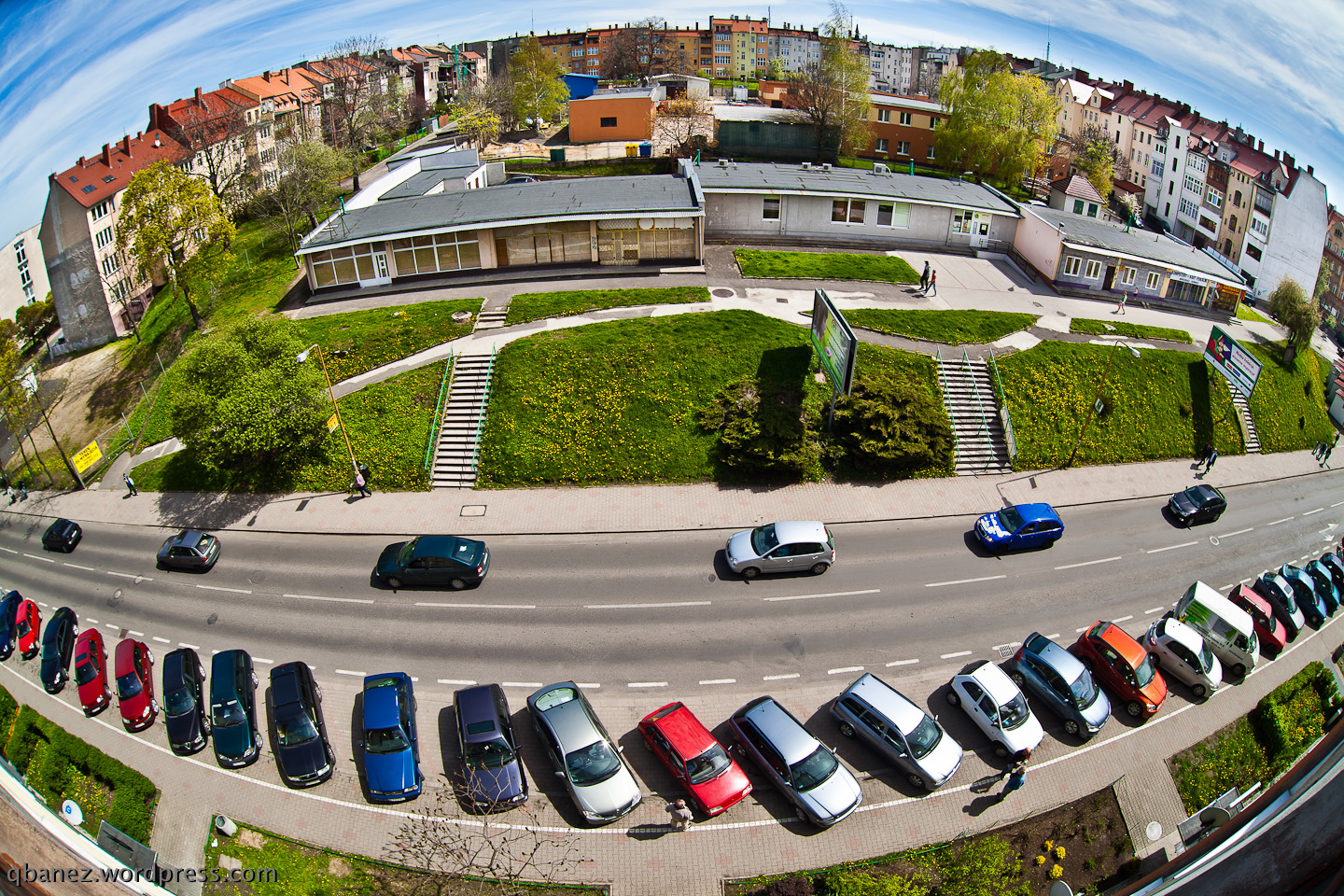
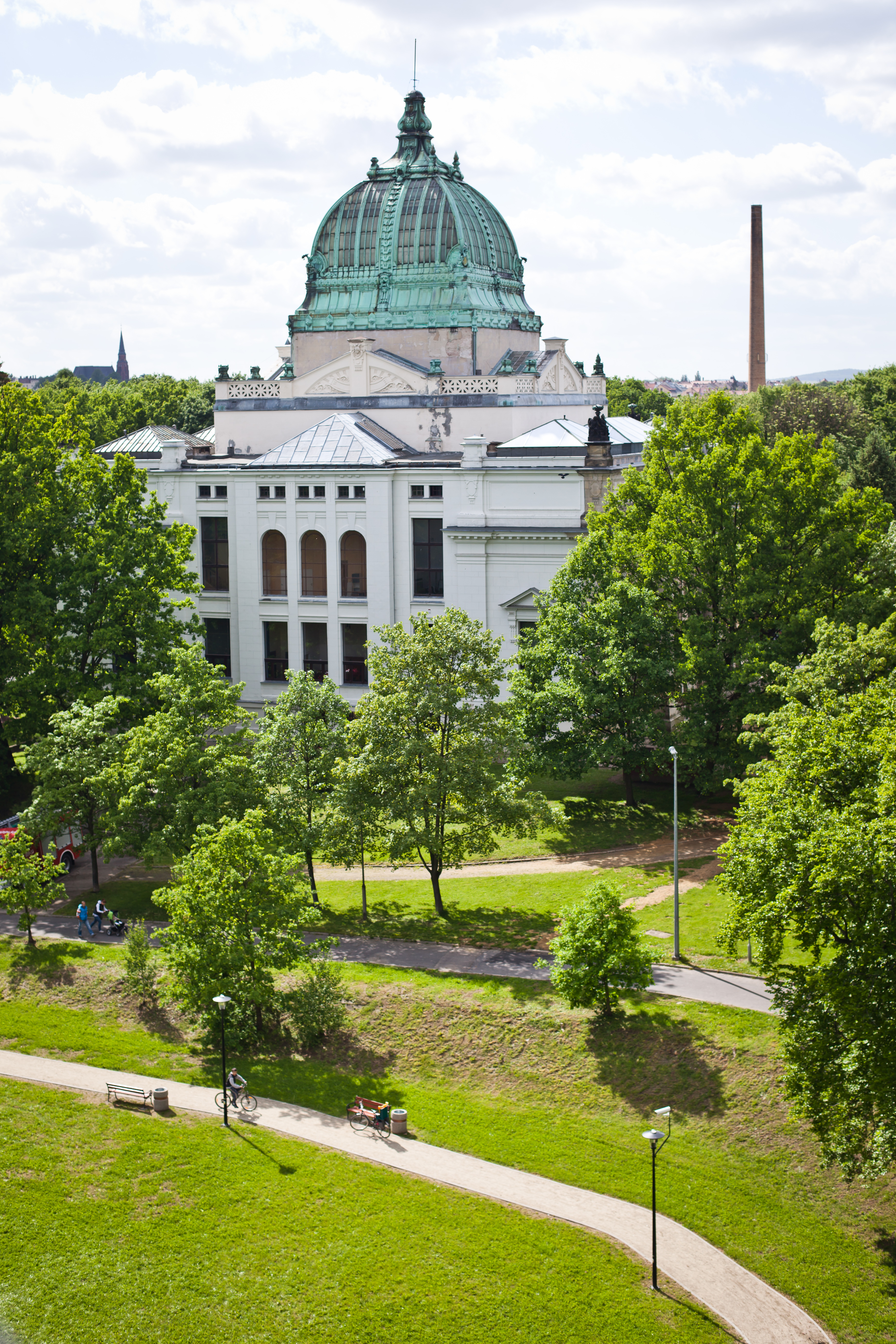
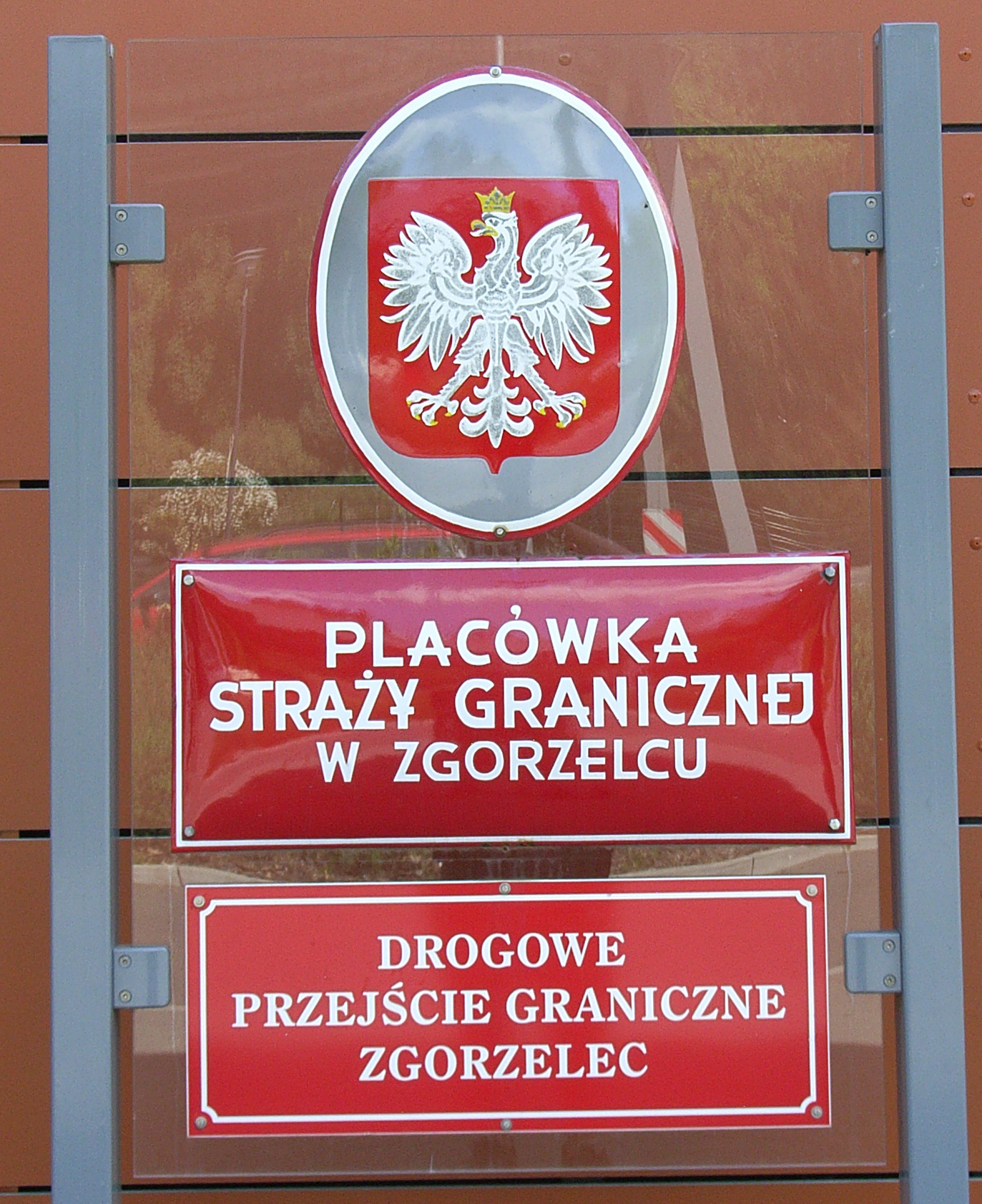
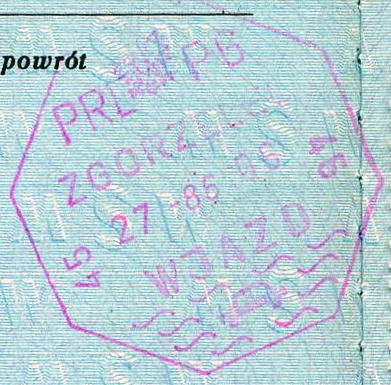
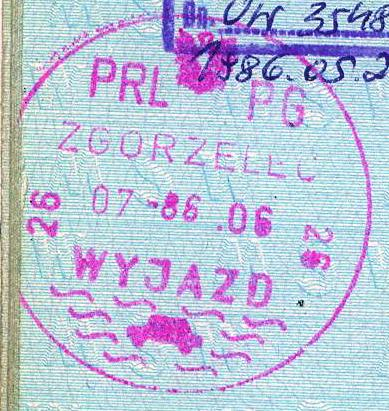
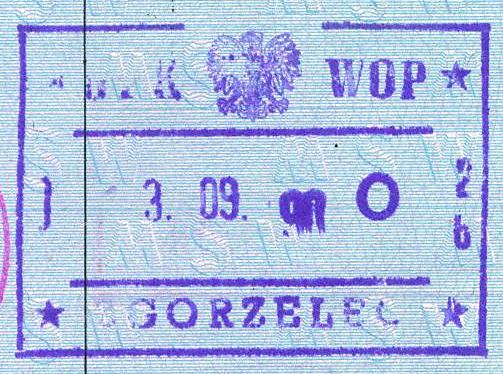